# Michael J. Welsh
Michael James Welsh est un pneumologue américain. Il est actuellement titulaire de la chaire Roy J. Carver en recherche biomédicale professeur de médecine interne en médecine pulmonaire, soins intensifs et médecine du travail au département de médecine interne et directeur du Pappajohn Biomedical Institute, Roy J. et Lucille A. Carver College of Medicine, Université de l'Iowa. Il est également professeur au Département de neurochirurgie, au Département de neurologie et au Département de physiologie moléculaire et de biophysique. Il reçoit le prix Shaw 2022 en sciences de la vie et médecine, avec Paul Negulescu, pour leurs travaux sur les défauts physiologiques de la fibrose kystique.

## Jeunesse et éducation
Welsh est né et grandit à Marshalltown, dans l'Iowa, et fréquente le Loras College à Dubuque. Il obtient son BSc de l'Université de l'Iowa, puis son MD du College of Medicine de la même université (aujourd'hui le Roy J. et Lucille A. Carver College of Medicine) en 1974. Il termine sa résidence en médecine interne aux hôpitaux et cliniques de l'Université de l'Iowa au cours de laquelle les médecins traitants qui le supervisent suscitent son intérêt pour la recherche.

## Carrière
Après sa résidence, Welsh passe 2 ans à l'Université de Californie à San Francisco puis à la faculté de médecine de l'Université du Texas à Houston en tant que chercheur, retournant à l'Université de l'Iowa en 1981 et devenant professeur adjoint au département de médecine interne, puis promu professeur de médecine interne et professeur de physiologie moléculaire et de biophysique. 
Welsh est président de la Société américaine d'investigation clinique entre 1996 et 1997 et est président de l'Association of American Physicians. Actuellement, Welsh est chercheur au Howard Hughes Medical Institute (depuis 1989) et siège au conseil consultatif scientifique du Harrington Discovery Institute du University Hospitals Cleveland Medical Center.

## Recherches
Les recherches de Welsh portent sur la fibrose kystique, en particulier sur la protéine CFTR, un canal ionique qui permet le passage des ions chlorure. Ses études permettent de répondre aux questions sur les raisons pour lesquelles des défauts dans la protéine apparaissent et sur la manière dont ces défauts affectent la fonction de la protéine,. En 1989, Lap-Chee Tsui, Francis S. Collins et leur équipe découvrent le gène qui code la protéine CFTR et découvrent que les changements dans la protéine provoquent la fibrose kystique. Le groupe de Welsh découvre en 1991 que la protéine CFTR est un canal chlorure, ce qui signifie qu'elle permet aux ions chlorure de traverser la membrane cellulaire. La même année, son groupe rapporte comment l’activité de la protéine CFTR peut être régulée. Il catégorise ensuite les quatre classes de mutations CFTR qui sont encore utilisées aujourd'hui dans un format élargi. De manière cruciale, Welsh et son groupe découvrent que lorsque la protéine CFTR contient la mutation F508del, la mutation la plus courante chez les patients atteints de fibrose kystique, elle peut être transportée à la surface cellulaire à basse température mais pas à température corporelle. Son étude montre également que la protéine CFTR mutée F508del peut fonctionner correctement si elle atteint la surface cellulaire, ouvrant la voie aux thérapies contre la fibrose kystique. Ces dernières années, Welsh développe des modèles animaux de fibrose kystique, notamment chez le porc, permettant l’étude de la maladie dans un contexte in vivo.

## Récompenses
- 1997 - Membre de l'Académie nationale de médecine[16]
- 1998 - Membre de l'Académie américaine des arts et des sciences[17]
- 2000 - Membre de l'Académie nationale des sciences[18]
- 2009 - Médaille Gordon Wilson, Association américaine de clinique et de climatologie
- 2017 - Prix Walter Bradford Cannon pour les conférences, Société américaine de physiologie[19]
- 2017 - Prix Steven C. Beering, Faculté de médecine de l'Université de l'Indiana[20]
- 2018 - Prix de la Fondation Warren Alpert[21]
- 2020 - Médaille George M. Kober[22],[23]
- 2022 - Prix Shaw en sciences de la vie et médecine[24]
- 2023 - Prix Wiley
- 2023 - Prix Suisse[25]